# Петушиха (Нижньогородська область)
Петушиха (рос. Петушиха) — присілок в Варнавинському районі Нижньогородської області Російської Федерації.
Населення становить 28 осіб. Входить до складу муніципального утворення Богородська сільрада.

## Історія
Від 2009 року входить до складу муніципального утворення Богородська сільрада.

## Населення
| 1999 | 2002 | 2010 |
| ---- | ---- | ---- |
| 70   | ↘67  | ↘28  |